# Fairfield (Illinois)
Fairfield – miasto w Stanach Zjednoczonych, w stanie Illinois, siedziba administracyjna hrabstwa Wayne.